# Verhni Orișnîkî, Bilohirsk
Verhni Orișnîkî (în ucraineană Верхні Орішники) este un sat în așezarea urbană Zuia din raionul Bilohirsk, Republica Autonomă Crimeea, Ucraina.

## Demografie
Componența lingvistică a localității Verhni Orișnîkî
     Rusă (58,41%)
     Tătară crimeeană (39,38%)
     Ucraineană (1,77%)
     Alte limbi (0,44%)
Conform recensământului din 2001, majoritatea populației localității Verhni Orișnîkî era vorbitoare de rusă (58,41%), existând în minoritate și vorbitori de tătară crimeeană (39,38%) și ucraineană (1,77%).